# 髙畑貴良志
髙畑 貴良志（たかはた きよし、1984年9月 - ）は日本の建築家。大阪府箕面市生まれ。2010年京都工芸繊維大学大学院工芸科学研究科建築設計学専攻修了、同年日建設計入社。現在、同社設計監理部門デジタルデザイングループDDLプロジェクトデザイナー

## 略歴
- 1984年、大阪府生まれ。
- 2010年、京都工芸繊維大学大学院工芸科学研究科建築設計学専攻修了
- 2010年、日建設計入社

## 代表作
- 龍谷大学瀬田キャンパス 9号館・テニスコート棟
- ハイメディック名古屋
- APPLE KYOTO （京都ゼロゲート／京都四条高倉セントラルビル）
- 高槻城公園芸術文化劇場[2]
- 住友ビル本館エントランス改修
- 日建設計大阪ワークプレイス／PLAYs、住友ビルディング エントランス改修
- 大阪関西万博　電力館 可能性のタマゴたち

## 受賞歴
- JIA優秀建築賞（2023）[3]
- JIA環境建築賞優秀賞（2024）[4]
- BCS賞（2024）
- 日本建築学会作品賞（2025）[5][6]

## 著書
共著に「組織設計・ゼネコンで設計者になる」